# Mistr Jakuba z Besançonu
Mistr Jakuba z Besançonu (*? – duben 1501) byl pařížský miniaturista aktivní v letech 1485 až 1500. Později byl identifikován jako François Barbier mladší, syn Francoise Barbiera, alias Mistra Františka.

## Život a dílo
Mistr Jakuba z Besançonu, alias François Barber mladší vedl pařížskou iluminátorskou dílnu po svých předchůdcích Mistru Jeana Rolina a svém otci, Mistru Františkovi. Jeho pomocné označení vzniklo tak, že iluminovaný rukopis (Office noté de saint Jean l'Évangéliste), který věnoval předseda advokátní komory bratrstvu sv. Jana při kostele Saint-André-des-Arts, obsahoval poznámky, ze kterých se mylně usuzovalo na Jacquese de Besançon jako autora iluminací. Ve skutečnosti se tento malíř zabýval dekorativním zdobením písma a je pravděpodobně identický s umělcem označovaným Maître de Liénart Baronnat. Jako autor iluminací byl později identifikován syn a následovník Mistra Františka. V anglické literatuře je označován také jako hlavní spolupracovník Mistra Františka.
Z archivních dokumentů bylo zjištěno, že byl farníkem kostela sv. Kryštofa na Île de la Cité (1478) a nájemcem domu s názvem "Âne rayé", patřícího do čtvrti Notre Dame (1484 – 1488). Byl jedním z mála měšťanů přijatých v roce 1485 k bratrstvu svatého Augustina se sídlem v katedrále. Byl mecenášem pařížského kláštera Celestinů až do roku 1501. Se svou ženou Kateřinou Tacque byl roku 1500 legátem farnosti kostela Saint-Denis-de-la-Chartre (zanikl 1810). Uvádí se, že zemřel v dubnu 1501. Jeho blízkost k kapitule Notre Dame, pro kterou zhotovil několik misálů a vysoké společenské postavení i uznání umělce podporuje tuto identifikaci.
Mistr Jakuba z Besançonu pracoval pro francouzské krále Karla VIII. a Ludvíka XII., Annu Bretaňskou a anglického krále Jindřicha VII. Tudora Od roku 1492 spolupracoval s pařížským knihkupcem a nakladatelem Antoine Verardem, jehož prvotisky zdobil velkými ilustracemi na frontispisech knih.

### Připisovaná díla

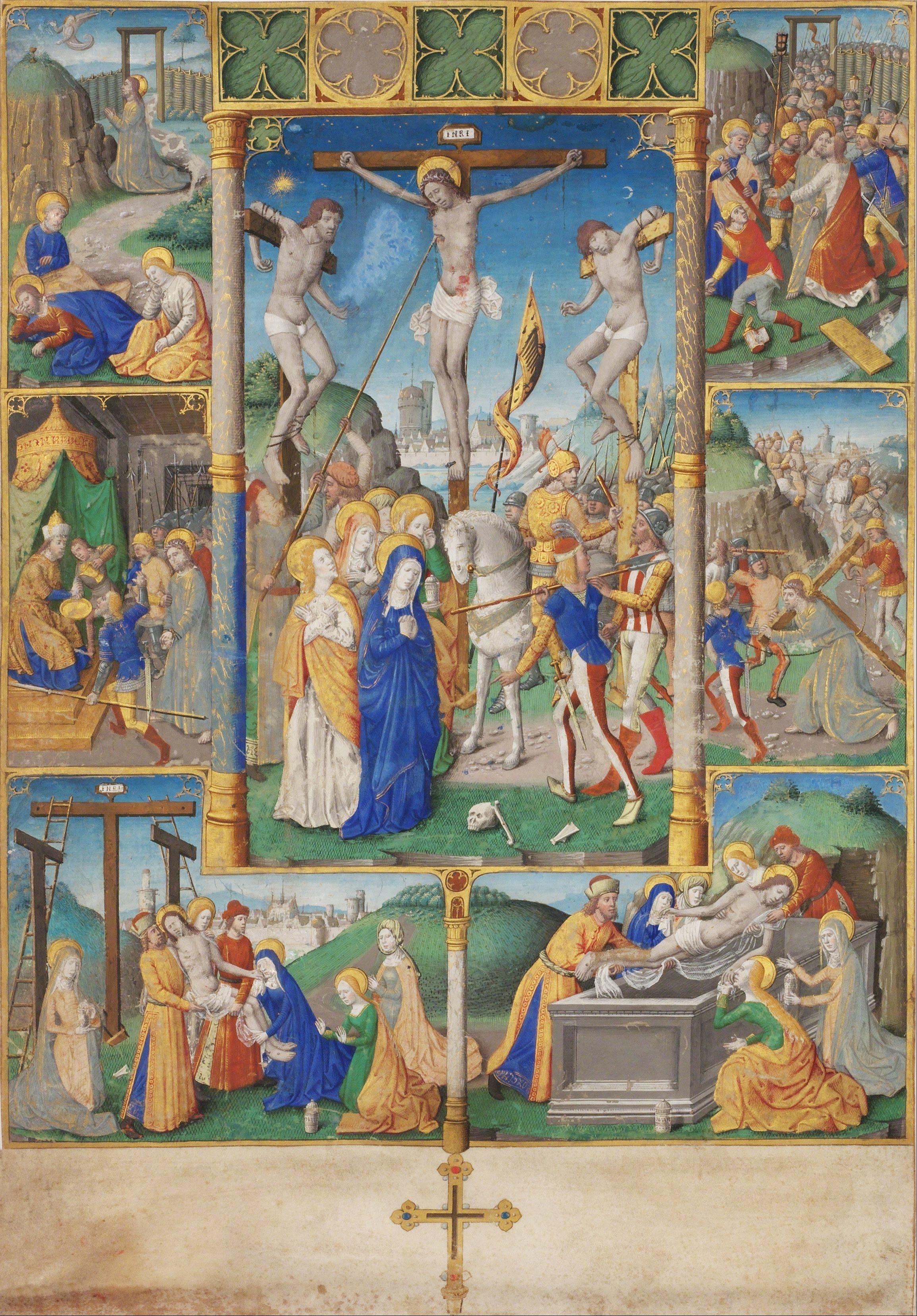
Ukřižování se šesti pašijovými scénami (Národní galerie v Praze), Google Art Project

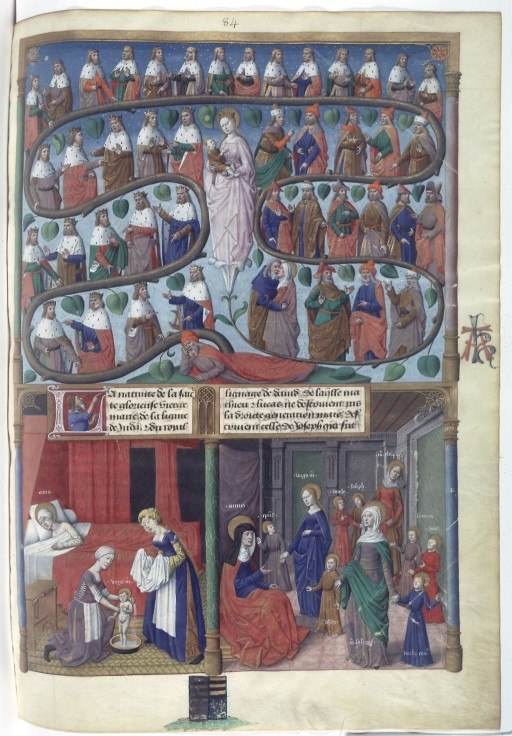
Zlatá legenda, Jesseho strom

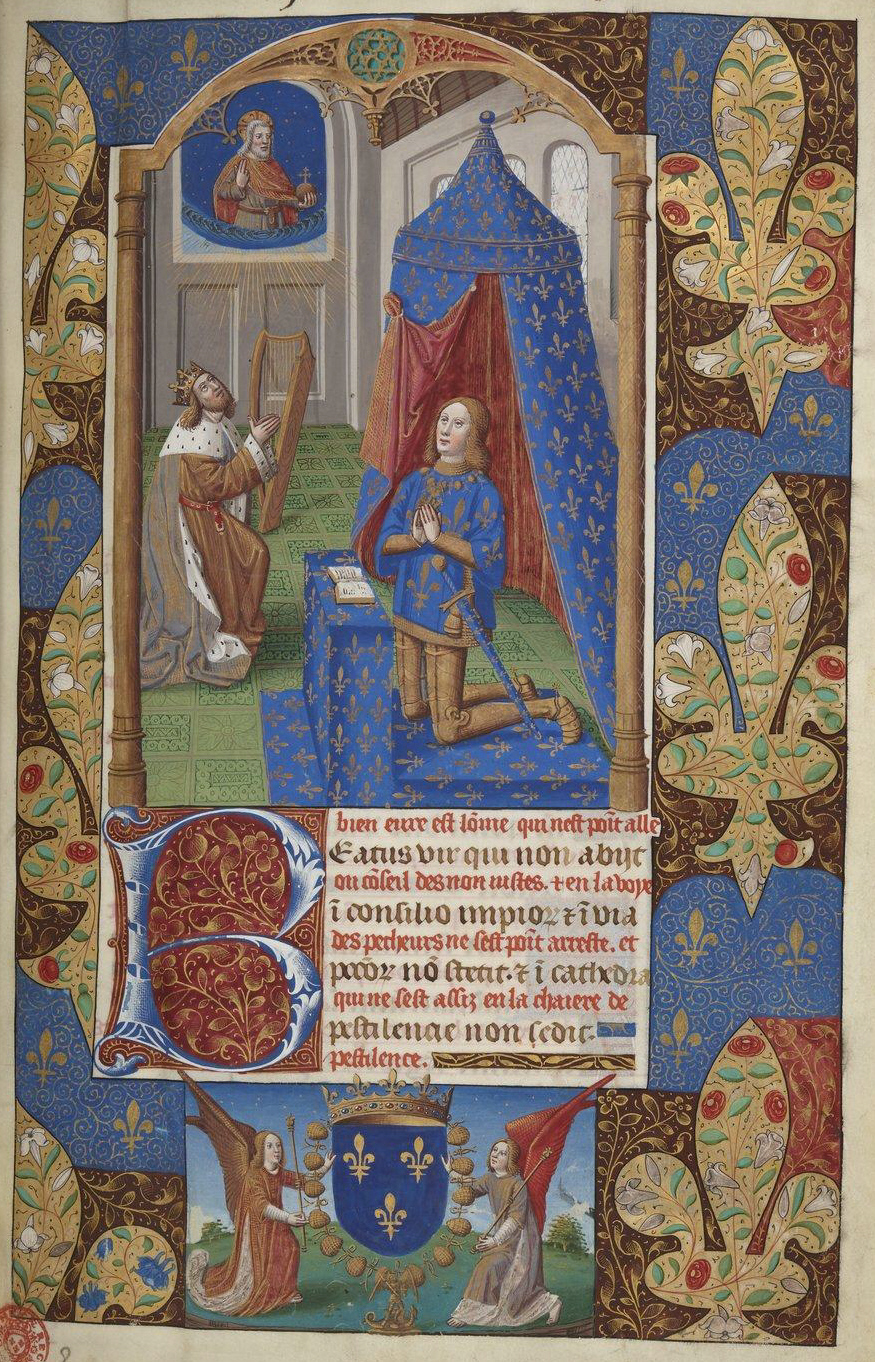
Žaltář Karla VIII.

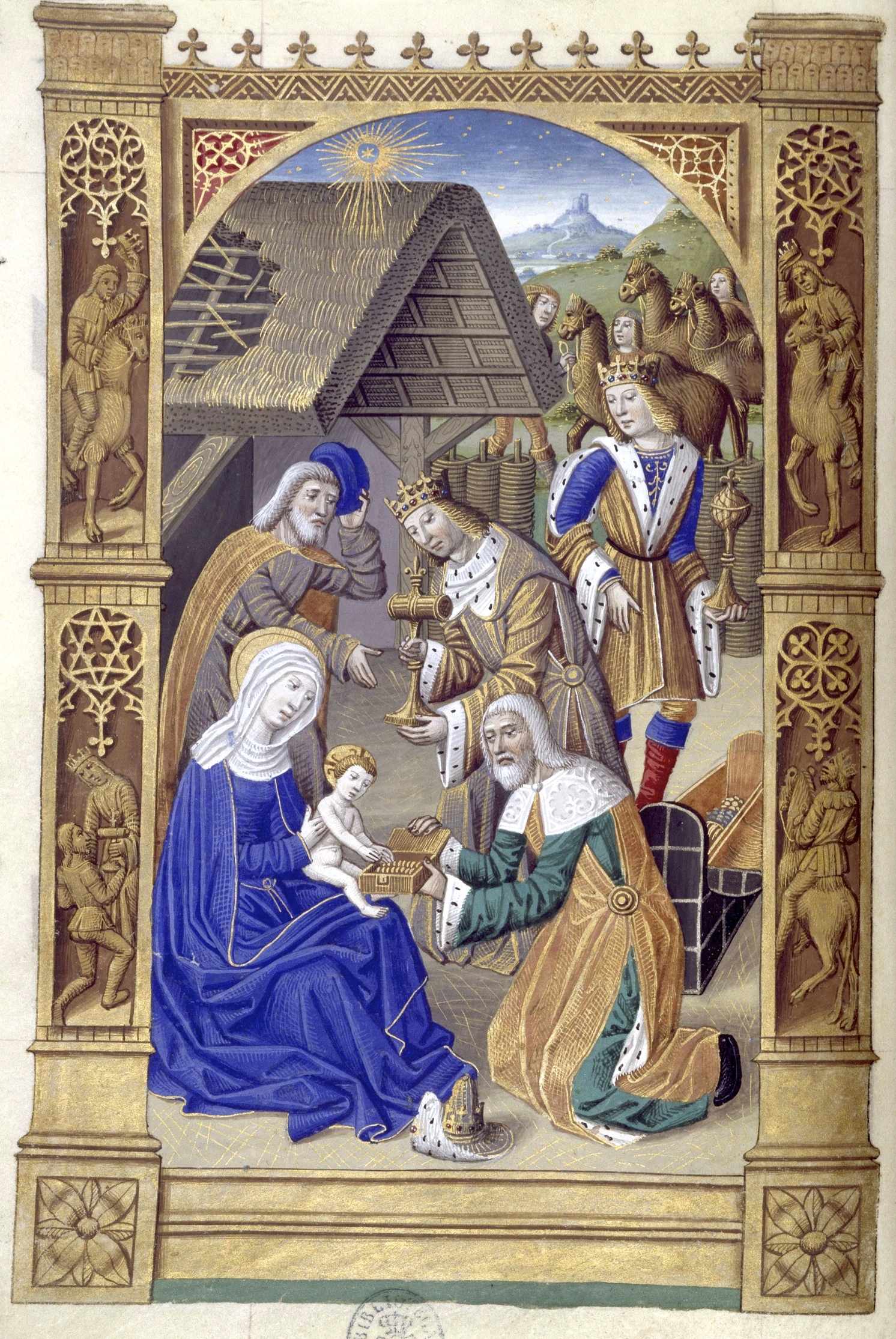
Hodinky Karla VIII., Klanění tří králů

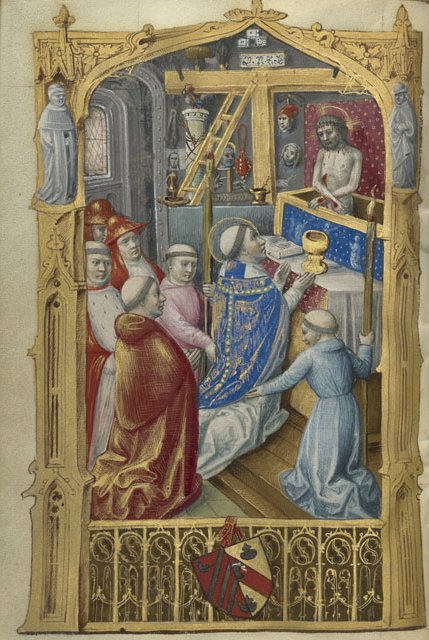
Hodinky Denise Poncher, Mše sv. Řehoře

#### Rukopisy
- kolem 1475 De Civitate Dei, kopie pro tajemníka krále Mathieu Beauvarleta (společně s Mistrem Františkem ?), Bibliothèque Sainte-Geneviève
- kolem 1480–1482 Lekcionář pro řeckého kardinála arcibiskupa Charlese de Bourbon, Bibliothèque nationale de France
- kolem 1480–1490 Bénédictionnaire et pontifical, Vatikánská apoštolská knihovna
- 1485 Office noté de saint Jean l'Évangéliste, pro bratrství iluminátorů Paříže, ve spolupráci s Maître de Liénart Baronnat nebo Jacques de Besançon, Bibliothèque Mazarine
- kolem 1480–1490 Jakub de Voragine, Zlatá legenda, překlad Jean de Vignay, Catherine Coëtivy, Národní knihovna Francie
- kolem 1480–1490 Misál chovaný v Paříži, s frontispis Maître de Coëtivy (chybí, dříve sbírka Kauffman v Londýně), Bibliothèque Mazarine, jeden list ve sbírce Národní galerie v Praze
- kolem 1480–1490 Misál chovaný v Paříži, se dvěma listy připisovanými Maître d'Anne de Bretagne (f.424 a 432), Bibliothèque Mazarine
- kolem 1491–1492 Fragmentární misál pro řád Trinitářů, který patřil Robertu Gaguinovi, Bibliothèque Mazarine
- 1489 Misál z Melun, ve spolupráci s Maître de la Chronique scandaleuse, Bibliothèque nationale de France
- kolem 1488 Komentáře k galské válce, překlad Roberta Gaguina, miniatury Mistr, ostatní přičítány Maître de Robert Gaguin, soukr. sbírka, uvedeno v katalogu Heribert Tenschert Leuchtendes Mittelalter VI, 1994 (lot 35)
- kolem 1490 Komentáře k galské válce, překlad Roberta Gaguina, Bibliothèque nationale de France
- kolem 1490 Lettrine historiée, vyňato z graduálu (?), Louvre
- kolem 1490 Založení a stanovy Řádu svatého Michaela, kopie pro krále Karla VIII, Rakouská národní knihovna Vídeň
- Stanovy Řádu svatého Michaela, kopie pro krále Karla VIII, s miniaturou Jeana Hey na frontispis, Bibliothèque nationale de France
- kolem 1490 Stanovy Řádu svatého Michaela, kopie pro Petra II, vévodu Bourbonského, Morgan Library & Museum, New York
- kolem 1490 Stanovy Řádu svatého Michaela, kopie pro Ludvíka XII.
- kolem 1490 Ludolphe le Chartreux, Vita Christi, knihovna University of Glasgow[7]
- kolem 1490 Petrarca – Trionfi, překlad Georges de La Forge, Státní knihovna Bavorska, Mnichov
- kolem 1490 Antifonář pro špitál Saint-Jacques aux Pèlerins, fragmenty dochované v knihovně Národní školy výtvarných umění
- 1493–1510 La Fleur des Histoires Jeana Mansela, ve spolupráci s Maître de la Chronique scandaleuse, Bibliothèque municipale de Besançon
- kolem 1494 Evangeliář Nicaise de Lorme, soukr. sb., v minulosti v prodeji v Sotheby's 18. června 2002 (lot 44)
- 1496 Compilation faite en l'honneur de saint Denis, dar krále Karla VIII. opatství Saint-Denis v roce 1496, Bibliothèque nationale de France
- kolem 1495–1498 Žaltář chovaný v Paříži, ve spolupráci s Maître de Philippe de Gueldre, Morgan Library
- před 1498 latinský Žaltář s francouzským překladem, dílna Mistra, Bibliothèque nationale de France
- Petrarca – De remediis utriusque fortune, univerzitní knihovna Saska v Drážďanech
- 1500 Misál mistrova následovníka, Waddesdon Manor

#### Knihy hodinek
- kolem 1471–1485 Kniha hodinek užívaná v Sarum, možná určená pro Henryho VII, obsahuje miniaturu vyříznutou z jiného rukopisu, kterou maloval Maître aux rinceaux d'or, Morgan Library & Museum, New York
- 1480 Kniha hodinek, prodej u Christie 29. června 1994 (lot 40)
- kolem 1485–1495 Hodinky užívané v Paříži, 15 velkých a 17 malých miniatur, soukromá sbírka, v prodeji Drouot 10.4.2013 (lot 1) 16
- po roce 1489 Žaltář a Hodinky dómu Louise de Busco, Walters Art Museum, Baltimore
- 1490 Kniha hodinek užívaná v Paříži, Bibliothèque nationale de France
- kolem 1490–1500 Hodinky užívané v Paříži, 17 velkých a 41 malých miniatur, soukr. sb. prodej Tajan v Paříži dne 8. prosince 2004 (lot 51) 18
- kolem 1494 Kniha hodinek Karla VIII, Biblioteca Nacional de España, Madrid
- 1500 Hodinky Denise Poncher, dcery královského pokladníka, spolupráce Maître de la Chronique scandaleuse a Maître du Cardinal de Bourbon, J. Paul Getty Museum[8]
- Kniha hodinek, Strake Jesuit College Preparatory, Houston
- kolem 1480–1500 Kniha hodinek objednaná Louisem de Bourbon-Roussillon pro jeho syna Charlese, Morgan Library & Museum, New York
- kolem 1485–1500 Kniha hodinek užívaná v Paříži, Morgan Library
- kolem 1485–1490 Kniha hodinek užívaná v Paříži, Morgan Library
- 1490 Kniha hodinek, soukr. sb., prodej podle katalogů knihovny Heribert Tenschert Leuchtendes Mittelalter roku 1993 (lot 22)
- 1490 Kniha hodinek užívaná v Paříži, 14 velkých a 24 malých miniatury, soukr. sb., v prodeji Christie 19. listopadu 2014 (Lot 11)
- Kniha hodinek, Czartoryski Museum, Krakov
- Kniha hodinek, Library of Columbia University, New York
- Kniha hodinek, soukr. sb., prodej v Sotheby's v Londýně dne 18. června 2002 (lot 55) a Paříži Drouot v 22. února 1993 (lot 46)
- 1500 Kniha hodinek užívaná v Angers, následovník Mistra, Britská knihovna
- 1500 Kniha hodinek mistrova následovníka, knihovna vzácných tisků a rukopisů Beinecke, Yale University
- 1500 Kniha hodinek užívaná v Paříži, následovník Mistra ve spolupráci s dvěma dalšími umělci, Morgan Library

#### Zdobené prvotisky
- 1492 Flavius Josephus, Židovská válka, tisk Antoine Verard, Paříž, Bibliothèque nationale de France
- 1493 Voragine, Zlatá legenda, překlad Vignay, tisk Antoine Verard, Paříž, Bibliothèque nationale de France
- 1493 Laurens Valle, Bajky a pověsti, Petrarca, Ditz des sages hommes, tisk Antoine Verard, Paříž, Bibliothèque nationale de France
- 1493 Henri Suso, L’Orloge de sapience, tisk Antoine Verard, Paříž, Bibliothèque nationale de France
- 1494 Lancelot du Lac, tisk Antoine Verard, Paříž, Bibliothèque nationale de France
- 1494 Boccaccio, Des nobles et cleres femmes, tisk Antoine Verard, Paříž, Bibliothèque nationale de France
- kolem 1491–1492 La Danse macabre et Les Trois morts et les trois vifs, tisk Pierre Le Rouge pro Antoine Verard, Paříž, Bibliothèque nationale de France